# Споднєпосавський регіон
Споднєпосавський регіон (словен. Spodnjeposavska regija) — статистичний регіон Словенії. Розташований в південній частині Словенії, в долинах річок Сава та Крка. Найбільше місто — Кршко. Має дуже хороше транспортне сполучення і єдину АЕС в країні. Економічне значення має сільське господарство. Рівень зайнятості в регіоні дещо вищий, ніж у середньому по країні.

## Общини
До складу регіону входять такі общини:
Брежиці, Костанєвиця-на-Кркі, Кршко, Севниця.

## Демографія
Населення: 70 167.

## Економіка
Структура зайнятості: послуги — 45,8 %, промисловість — 42,8 %, сільське господарство — 11,4 %.

## Туризм
Регіон приваблює 5,9 % загального числа туристів у країні, більшість з них зі Словенії (63,9 %).

## Транспорт
Довжина автомобільних доріг: ? - км. Інші дороги: 1107 км.